# 메리 엘리자베스 맥글린
메리 엘리자베스 맥글린(영어: Mary Elizabeth McGlynn, 1966년 10월 16일 ~ )은 미국의 성우이다.